# Lachnomyrmex fernandezi
Lachnomyrmex fernandezi  (лат.) — вид муравьёв рода Lachnomyrmex из подсемейства Myrmicinae (Formicidae). Неотропика.

## Распространение
Южная Америка (Колумбия).

## Описание
Мелкого размера муравьи тёмно-коричневого цвета (длина тела около 3 мм). Длина головы рабочих (HL) 0,66-0,67 мм, ширина головы (HW) 0,64-0,65 мм. Отличаются частично матовым брюшком, покрытым длинными волосками. Стебелёк между грудкой и брюшком состоит из двух узловидных члеников (петиоль и постпетиоль).
Вид был впервые описан в 2008 году американскими мирмекологами Карлосом Роберто Ф. Брандао (Brandao, Carlos R. F.) и Родриго М. Фейтоза (Feitosa, Rodrigo M.). Сходен с видами Lachnomyrmex haskinsi, Lachnomyrmex mackayi и Lachnomyrmex regularis. Видовое название дано в честь американского энтомолога Фернандо Фернандеса (Dr. Fernando Fernández, Колумбия), крупного знатока муравьёв Южной Америки.

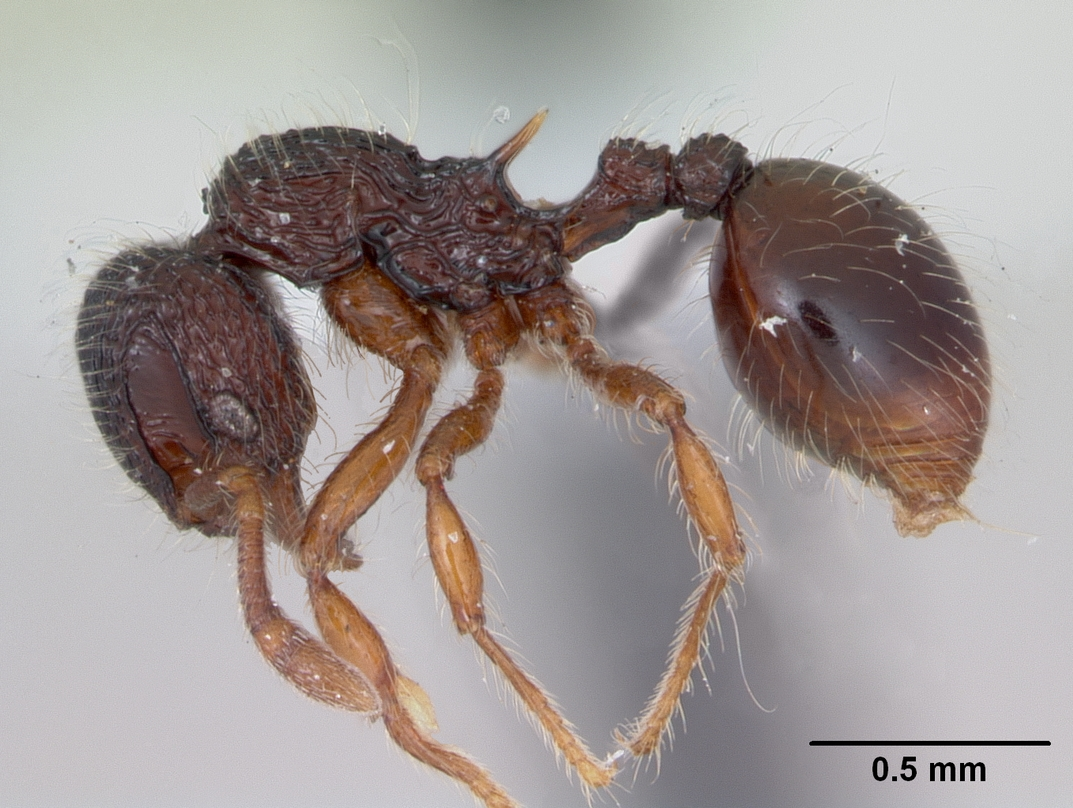
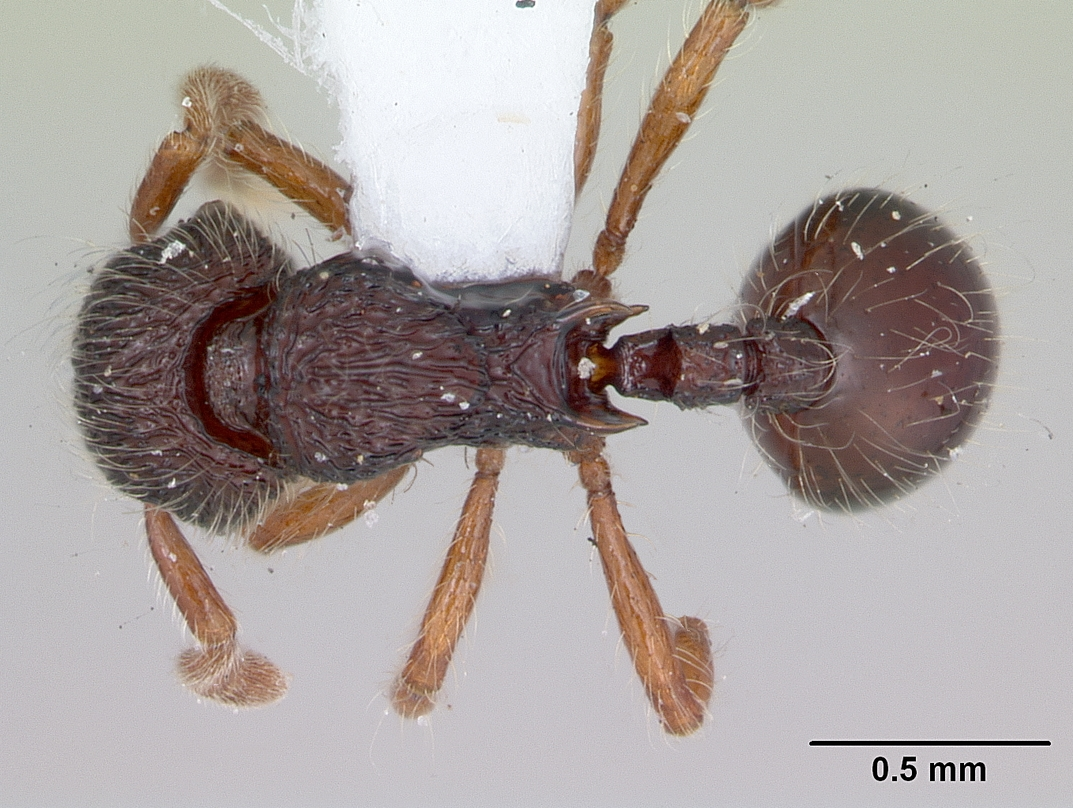